# U-Bahnhof Biesdorf-Süd

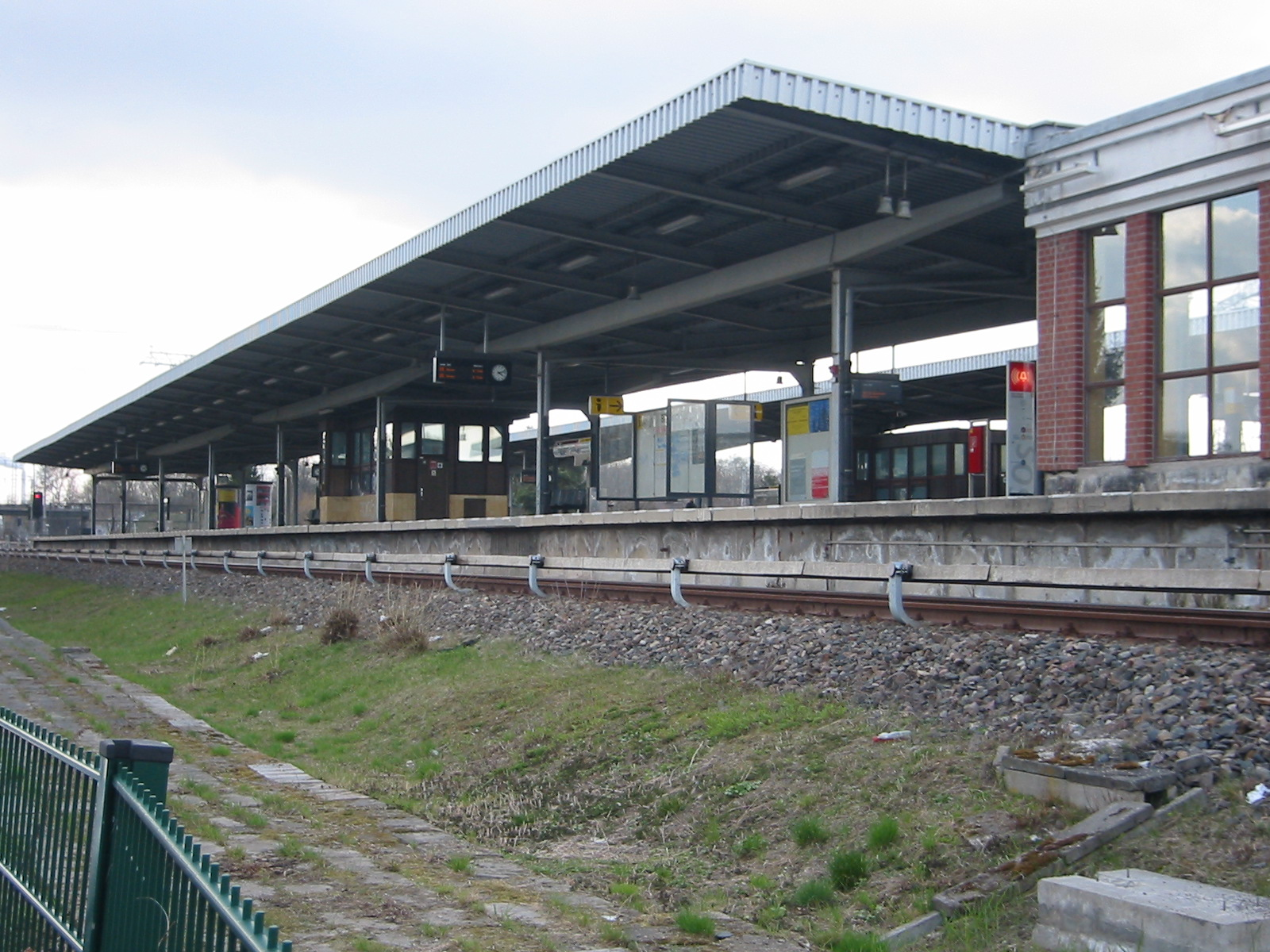
Blick auf den U-Bahnhof Biesdorf-Süd

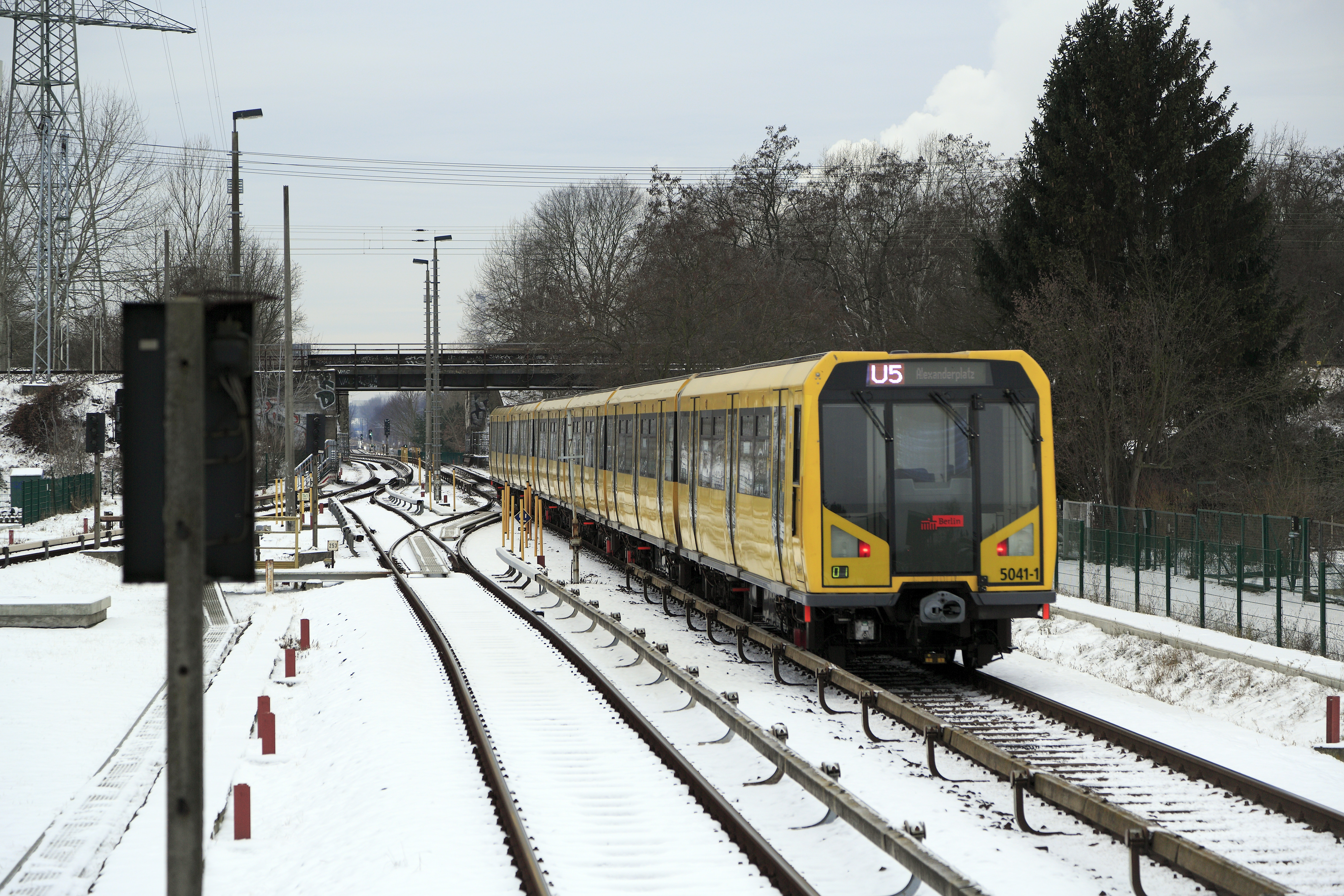
Südwestlicher Bahnhofskopf (in Richtung Alexanderplatz ausfahrender Zug der Baureihe H)

Biesdorf-Süd ist eine oberirdisch gelegene U-Bahn-Station der Linie U5 im Berliner Ortsteil Biesdorf des Bezirks Marzahn-Hellersdorf. Nördlich des U-Bahnhofs liegt der Biesdorfer Baggersee. Zusammen mit acht weiteren Bahnhöfen der Linie U5 wurde Biesdorf-Süd im November 2023 unter Denkmalschutz gestellt.
Der U-Bahnhof wurde am 1. Juli 1988 im Zuge der Ostverlängerung der damaligen Linie E, die bis dahin am 1973 in Betrieb genommenen U-Bahnhof Tierpark endete, als erste von zwei neuen Stationen eröffnet. Die vorerst neue Endstation der Linie E war der weiter östlich gelegene U-Bahnhof Elsterwerdaer Platz.
Aufgrund der Planungen für eine neue Großwohnsiedlung in Hellersdorf entschloss man sich, die bis dahin geplante Verlängerung der Linie E von Tierpark in Richtung Karlshorst und Schöneweide zu verwerfen und die Anbindung des vorgesehenen Wohngebietes zu sichern.
Genau ein Jahr später, am 1. Juli 1989, war die Strecke nach Hellersdorf fertiggestellt, sodass die Linie U5 seitdem ihren östlichen Endbahnhof Hönow erreicht, der sich an der Grenze zum Bundesland Brandenburg befindet.
Im Zusammenhang mit dem geplanten Bau einer S-Bahnstrecke entlang des Berliner Außenrings ist es geplant einen S-Bahnhof in der unmittelbaren Umgebung zu errichten; in diesem Zusammenhang (und damit nach 2030) soll der U-Bahnhof auch eine Aufzugsanlage erhalten.

## Anbindung
Eine direkte Umsteigemöglichkeit von der Linie U5 zu anderen öffentlichen Verkehrsmitteln besteht nicht.
| Linie | Verlauf |
| ----- | --- |
|       | Hauptbahnhof – Bundestag – Brandenburger Tor – Unter den Linden – Museumsinsel – Rotes Rathaus – Alexanderplatz – Schillingstraße – Strausberger Platz – Weberwiese – Frankfurter Tor – Samariterstraße – Frankfurter Allee – Magdalenenstraße – Lichtenberg – Friedrichsfelde – Tierpark – Biesdorf-Süd – Elsterwerdaer Platz – Wuhletal – Kaulsdorf-Nord – Kienberg (Gärten der Welt) – Cottbusser Platz – Hellersdorf – Louis-Lewin-Straße – Hönow |